# 楽工社
株式会社楽工社（らっこうしゃ　英語社名：Rakkousha, Inc）は、東京都立川市に本社を置く出版社である（かつては墨田区に本社があったが、移転した）。
会社のマークはラッコである。

## 主な出版作品
現在まで、と学会とその関係者の著作物を出版している。毎年日本トンデモ本大賞をと学会と共催（会場で即売会も開催）しているほか「と学会白書」シリーズも刊行している。と学会関係者の著作には、中国現代オタク事情や古史古伝、SF関連といった様々な専門分野の著作が刊行されている。

## 概要
- 会社名　株式会社楽工社
- 創立　2005年（平成17年）1月
- 代表者　社長　日向泰洋
- 資本金　9,000,000円
- 所在地　東京都立川市高松町3-13-22 春城ビル２F